# Harue Sato
Harue Sato (佐藤 春詠, 1 de gener de 1976) és una exfutbolista japonesa.

## Selecció del Japó
Va debutar amb la selecció del Japó el 2000. Va disputar 17 partits amb la selecció del Japó.

## Estadístiques
| Selecció del Japó | Selecció del Japó | Selecció del Japó |
| Anys              | Partits           | Gols              |
| ----------------- | ----------------- | ----------------- |
| 2000              | 4                 | 1                 |
| 2001              | 9                 | 3                 |
| 2002              | 4                 | 0                 |
| Total             | 17                | 4                 |